# Browntown (Alabama)
Pour les articles homonymes, voir Browntown.
Browntown est une communauté non incorporée du comté d'Autauga.

## Géographie
La communauté se trouve à 135 mètres d'altitude.

## Sources